# クラウディオ・ガルバ
クラウディオ・ロドリゲス・ガルバ（Claudio Rodriguez Galva, 1977年3月28日 - ）は、ドミニカ共和国出身の元プロ野球選手（投手）。台湾球界での登録名は、高力歐。

## 来歴

### プロ入り
1996年にオークランド・アスレチックスと契約しプロ入り。
2001年は中継ぎや抑えとして、傘下AA級ミッドランド・ロックハウンズで55試合、AAA級サクラメント・リバーキャッツで4試合に登板。
2002年はAA級ミッドランドで62試合に登板し、3勝3敗4セーブ、防御率3.74の成績を残した。
2003年、台湾・中華職業棒球大聯盟の第一金剛に入団。18試合（うち先発15試合）に登板し、4勝6敗、防御率2.92の成績を残した。
チーム名がLa Newベアーズに変わった2004年は20試合に登板し、0勝2敗、防御率4.68の成績に終わり、この年限りで退団した。
2005年は独立リーグであるカナディアン・アメリカン・リーグのエルマイラ・パイオニアーズでプレー。22試合に登板し、0勝2敗6セーブ、防御率4.56の成績を残した。

### 中日時代
2006年、テスト生として春季キャンプ中に中日ドラゴンズに入団。オープン戦ではまずまずな成績を残すものの、開幕一軍は果たせなかった。不振のドミンゴ・グスマンの二軍降格と同時に一軍昇格したものの、3試合目の登板となった4月30日の対巨人戦で二岡智宏に満塁本塁打を打たれると、以後は二軍暮らしとなった。結局3試合で防御率11.25に終わり、8月に同僚のドミンゴ、エルネスト・ペレイラとともに戦力外通告を受け、ウエーバー公示され退団した。

### 中日退団後
2007年はメキシカンリーグのモンクローバ・スティーラーズでプレー。
2008年は独立リーグ・ゴールデン・ベースボール・リーグのセントジョージ・ロードランナーズでプレー。
2010年はゴールデン・ベースボール・リーグのカルガリー・ヴァイパーズに入団。チームの所属リーグがノース・アメリカン・リーグに変わった2011年までプレー。
以後は2015年までドミニカのウィンターリーグ（LIDOM）でプレーし現役を引退した。

## 選手としての特徴
最速149km/hのストレートにスライダー、チェンジアップが持ち球で、制球力もそれなりのものがあった。

## 詳細情報

### 年度別投手成績
| 年 度     | 球 団       | 登 板 | 先 発 | 完 投 | 完 封 | 無 四 球 | 勝 利 | 敗 戦 | セ 丨 ブ | ホ 丨 ル ド | 勝 率 | 打 者 | 投 球 回 | 被 安 打 | 被 本 塁 打 | 与 四 球 | 敬 遠 | 与 死 球 | 奪 三 振 | 暴 投 | ボ 丨 ク | 失 点 | 自 責 点 | 防 御 率 | W H I P |
| --------- | ----------- | ----- | ----- | ----- | ----- | -------- | ----- | ----- | -------- | ----------- | ----- | ----- | -------- | -------- | ----------- | -------- | ----- | -------- | -------- | ----- | -------- | ----- | -------- | -------- | ------- |
| 2003      | 第一 La New | 18    | 15    | 1     | 1     | 0        | 4     | 6     | 1        | 0           | .400  | 407   | 98.2     | 85       | 3           | 41       | 1     | 3        | 69       | 5     | 0        | 39    | 32       | 2.92     | 1.28    |
| 2004      | 第一 La New | 20    | 1     | 0     | 0     | 0        | 0     | 2     | 7        | 0           | .000  | 150   | 32.2     | 38       | 2           | 10       | 0     | 1        | 30       | 1     | 1        | 21    | 17       | 4.68     | 1.47    |
| 2006      | 中日        | 3     | 0     | 0     | 0     | 0        | 0     | 0     | 0        | 0           | ----  | 18    | 4.0      | 5        | 1           | 1        | 0     | 0        | 5        | 0     | 0        | 5     | 5        | 11.25    | 1.50    |
| CPBL：2年 | CPBL：2年   | 38    | 16    | 1     | 1     | 0        | 4     | 8     | 8        | 0           | .333  | 557   | 131.1    | 123      | 5           | 51       | 1     | 4        | 99       | 6     | 1        | 60    | 49       | 3.36     | 1.32    |
| NPB：1年  | NPB：1年    | 3     | 0     | 0     | 0     | 0        | 0     | 0     | 0        | 0           | ----  | 18    | 4.0      | 5        | 1           | 1        | 0     | 0        | 5        | 0     | 0        | 5     | 5        | 11.25    | 1.50    |

### 記録
NPB
- 初登板：2006年4月22日、対広島東洋カープ4回戦（米子市民球場）、7回裏に4番手で救援登板、1回無失点
- 初奪三振：同上、7回裏に東出輝裕から空振り三振

### 背番号
- 34 （2003年）
- 45 （2004年）
- 47 （2006年）